# Next Level (bài hát của Aespa)
"Next Level" là một bài hát được thu âm bởi nhóm nhạc nữ Hàn Quốc Aespa. Nó được phát hành dưới dạng đĩa đơn kỹ thuật số vào ngày 17 tháng 5 năm 2021, bởi SM Entertainment. Được sáng tác bởi Yoo Young-jin, Adam McInnis, Mario Marchetti và Sophie Curtis, ca khúc là một bài hát dance và hip hop với jazz. Bài hát là phần tiếp theo của câu chuyện của nhóm từ đĩa đơn đầu tay "Black Mamba", kể về cuộc hành trình của họ vào vũ trụ Kwangya hư cấu để tìm kiếm "cái ác" nói trên.
Sau khi phát hành, "Next Level" đã nhận được những đánh giá tích cực từ các nhà phê bình về khả năng sản xuất hip-hop và màn trình diễn của các thành viên. Bài hát là bản hit top 5 đầu tiên của nhóm ở quê nhà, lần thứ 2 lọt vào top 5 trên bảng xếp hạng Billboard World Digital Song Sales, và là vị trí cao nhất nhóm đạt được cho đến nay trên Billboard Global 200.

## Bối cảnh phát hành
Vào ngày 4 tháng 5 năm 2021, hãng tin Ilgan Sports của Hàn Quốc đưa tin rằng Aespa đang trong giai đoạn chuẩn bị cuối cùng cho sự trở lại rất được mong đợi của họ.  Báo cáo sau đó đã được xác nhận bởi SM Entertainment, nói thêm rằng các chi tiết khác về sự trở lại sẽ được tiết lộ vào một ngày sau đó.  Vào ngày 5 tháng 5, nhóm đã phát hành một đoạn teaser cho đĩa đơn trên mạng xã hội và xác nhận ngày trở lại là ngày 17 tháng 5 năm 2021.  Từ ngày 7 đến ngày 10 tháng 5, hình ảnh teaser đã được phát hành cho từng thành viên trong nhóm (theo thứ tự: Karina, Winter, Giselle, Ningning).     Vào ngày 15 tháng 5, teaser của video âm nhạc được phát hành.   Vào ngày 17 tháng 5, bài hát cùng với video âm nhạc được phát hành.  

## Sáng tác
"Next Level" được sáng tác bởi Yoo Young-jin, Adam McInnis, Mario Marchetti và Sophie Curtis.  Ngoài ra, người sáng lập kiêm nhà sản xuất của SM Entertainment Lee Soo-man đã giúp nhóm tạo thêm một "màu sắc riêng cho bài hát".  Bài hát làm lại bài hát cùng tên của A$ton Wyld, có trong nhạc phim Fast & Furious Presents: Hobbs & Shaw.  
Về mặt âm nhạc, "Next Level" là một bài hát dance và hip hop với phần rap "thú vị" và phần riff bass "tràn đầy năng lượng", thể hiện "giọng hát mạnh mẽ và sự đa dạng" của Aespa.  Nhịp điệu của bài hát chuyển đổi giữa ca khúc với một sáng tác lấy cảm hứng từ nhạc jazz lạc quan. Mariel Abanes của NME mô tả nó là một "bài hát dance-pop khốc liệt trong một thế giới tương lai". Lời bài hát mô tả chi tiết cuộc hành trình của nhóm vào một vũ trụ hư cấu, Kwangya, để tìm kiếm một ác nhân được gọi là "Black Mamba".  

## Hiệu suất thương mại
"Next Level" đã ra mắt ở vị trí thứ 9 trên Bảng xếp hạng kỹ thuật số Gaon của Hàn Quốc từ ngày 16–22 tháng 5 năm 2021, trở thành đĩa đơn đạt no.1 đầu tiên của Aespa trên bảng xếp hạng.   Bài hát sau đó đã vươn lên vị trí thứ 2 trong tuần thứ 5 phát hành, do đó giúp nhóm có được vị trí đầu tiên trong top 2, và là đỉnh cao nhất của họ cho đến nay.  Bài hát cũng ra mắt và đạt vị trí thứ 7 trên Bảng xếp hạng tải xuống.   Nó cũng ra mắt ở vị trí thứ 12 và sau đó trở thành bài hát đứng đầu bảng xếp hạng đầu tiên của họ trên Bảng xếp hạng phát trực tuyến. Ngoài ra, nó ra mắt ở vị trí thứ 47 trên bảng xếp hạng BGM. Đĩa đơn lọt vào Billboard K-Pop 100 ở vị trí thứ 33 trên bảng xếp hạng số ra ngày 29 tháng 5 năm 2021. [34] Nó đạt vị trí thứ 5 trong tuần tiếp theo và đạt vị trí thứ 3 với số phát hành trên bảng xếp hạng ngày 12 tháng 6 năm 2021. Tại Nhật Bản, "Next Level" đã ra mắt ở vị trí thứ 77 trên bảng xếp hạng Billboard Japan Hot 100 số ra ngày 26 tháng 5 năm 2021, và cũng ra mắt ở vị trí thứ 65 trên Bảng xếp hạng tải xuống. Tại Singapore, đĩa đơn ra mắt ở vị trí thứ 25 trên Bảng xếp hạng phát trực tuyến, sau đó đạt vị trí thứ 23. Nó cũng ra mắt ở vị trí thứ 12 trên Bảng xếp hạng khu vực, và đạt vị trí thứ 6.

## Đánh giá chuyên môn
| Đánh giá chuyên môn | Đánh giá chuyên môn |
| Nguồn đánh giá      | Nguồn đánh giá      |
| Nguồn               | Đánh giá            |
| ------------------- | ------------------- |
| IZM                 |                     |

Sau khi phát hành, "Next Level" đã nhận được những đánh giá tích cực từ các nhà phê bình âm nhạc. Hakyung Kate Lee của ABC News đã công nhận "sự nổi tiếng đáng kinh ngạc" của bài hát.  Hugh McIntyre của Forbes đã lưu ý đến giai đoạn lần đầu tiên đưa Aespa lên nửa trên của bảng xếp hạng.  Trong một bài đánh giá cá nhân, Yeom Dong-gyo của IZM đã ghi nhận ca khúc này vì "âm thanh hip-hop nguyên bản phù hợp với phần rap của Karina và Giselle", tiếp tục ca ngợi nốt cao của Winter và NingNing. 

## Video âm nhạc

### Bối cảnh
Vào ngày 15 tháng 5 năm 2021, teaser video âm nhạc dài 28 giây cho "Next Level" đã được tải lên kênh YouTube chính thức của SM Town  với MV chính thức được phát hành sau đó 2 ngày.  MV được phát hành trên kênh YouTube chính thức của SM Entertainment vào ngày 17 tháng 5 năm 2021, trùng với thời điểm phát hành kỹ thuật số của bài hát. Video âm nhạc đi kèm cho ca khúc được đạo diễn bởi Paranoid Paradigm.  Aespa tiết lộ rằng người sáng lập SM Entertainment Lee Soo-man đã chỉ đạo video biểu diễn của họ từ vũ đạo, bố cục, chuyển động trên sân khấu, công việc quay phim, trang phục và cử chỉ. 

### Tóm tắt nội dung và sự đón nhận
Video âm nhạc kể về câu chuyện mạo hiểm đến vùng đất Kwangya để tìm "Black Mamba", nhân vật phản diện đang đe dọa và can thiệp vào "SYNK", mối liên hệ giữa họ và các "ae".   Sau khi phát hành video âm nhạc, nhà báo Moon Wan-sik của StarNews đã lưu ý đến "các CG đầy màu sắc và các màn trình diễn".  Vào ngày 19 tháng 6 năm 2021, video âm nhạc của ca khúc đã đạt 100 triệu lượt xem trên YouTube trong 32 ngày và 8 giờ, đây là khoảng thời gian ngắn nhất mà một MV của aespa có thể đạt được cột mốc này 